# فلوریس میدندورپ
فلوریس میدندورپ (هلندی: Floris Middendorp؛ زادهٔ ۴ ژوئن ۲۰۰۱) بازیکن هاکی روی چمن اهل هلند است.